# Sedmý smysl: Ostrov zasvěcení
Sedmý smysl: Ostrov zasvěcení je první díl dobrodružné fantasy série Sedmý smysl od české spisovatelky Ilky Pacovské. Své knihy nejdříve zveřejňovala na internetu a po obrovském zájmu čtenářů začaly vycházet i v knižní podobě. Vyšla poprvé v roce 2012 v nakladatelství Albatros v Praze. Ilustrátorem je Jan Patrik Krásný. Následující díl se jmenuje Sedmý smysl: Smrt kouzelného džina.

## Seznam postav

### Hlavní
- Hanka – jedenáctiletá hrdinka knihy
- Sváťa – devítiletý kamarád Hanky a Rafana, usměvavý, přátelský, má talent pro léčení
- Rafan (Rafael) – třináctiletý kamarád Hanky a Sváti, vysoký, silný, hbitý, ochranářský ke kamarádům, hlavně k Sváťovi
- Vron – služebník Karmaneuduny
- Plam (Zuřivý plamen) – mladý černý drak, odsuzovaný kvůli jeho mírnému, až lidskému chování

### Magická stvoření
- Karmaneuduna – matka Zuřivého drápa a Zuřivého plamena, černá dračice, uznaná starší (vládkyně) dračí kolonie
- Zuřivý dráp – bratr Zuřivého plamena, černý drak
- Plavík – tulík, stvoření připomínající malou veverku s dlouhým chundelatým ocáskem, které si osvojilo Rafana

## Děj
Hanka, Sváťa a Rafan žijí v Útulném domově. Děti jdou na pláž sbírat po bouři vyplavené jantary a mušle. Hanka ale nalezne velký šedý prsten a po jeho vyzkoušení prsten změní barvu na stříbrnou, přizpůsobí se její velikosti a z ruky už nejde sundat. Od Rafaela se dozví, že je to zasvěcovací prsten z Ostrova volby, kam chodí rodiče s dětmi, aby zjistili zda mají sedmý smysl, cit pro magii. Pokud se jim prsten přizpůsobí, mohou se stát zasvěcenými a studovat magii. Signál z prstenu se dostane až k Vronovi, který má na rozkaz své paní Hanku, Sváťu a Rafa z domova zachránit. To se mu také povede a plují na Ostrov volby, kde mají podstoupit zasvěcení. Rafan se studovat nerozhodne. Sváťa a Hanka jsou přijati do školy v Santaréně a zbytek prázdnin tráví v ubytovně spolu s Rafem a Vronem.
Začíná jim první ročník školy. Sváťa dostává ty nejlepší známky, ale Hance se příliš nedaří. Rafan místo školy chodí na kurzy sirénštiny, což je jazyk vodních lidí. Na kurzech se také seznamuje s dvojčaty Tomem a Samem, kteří jsou mladší a Rafan je proto občas hlídá. Hanka a Sváťa mají dvoutýdenní podzimní prázdniny. Pan Mojerana, děda Toma a Sama, je Rafovi vděčný za hlídání vnoučat a nabídne jemu, Hance a Sváťovi brigádu. Vron sice musí na pár dní ke své paní, ale děti na brigádu pustí. První týden je čeká práce na stavbě a druhý týden zábava a výlet do rezervace. Hanka a Rafan si oblíbí jízdu na supervolonových prknech (prkno schopné vznášet se ve vzduchu). V rezervaci žije spousta zajímavých zvířat, třeba jednorožci, nebo vzácní tulíci. Raf u vodopádu zachrání topícího se tulíka, ale než se jejich průvodci podařilo ho od Rafana oddělit, tulík si ho osvojí a už se od něho nechce odtrhnout. A protože tulík potřebuje přísun magie, Raf bude muset od příštího roku chodit do školy. Brigáda končí a Hanka se ve škole přihlašuje do supervolonového kroužku a Sváťa do kroužku kouzelných a léčivých rostlin. Oba se také zdokonalují v domlouvání se s jinými tvory pomocí mysli. 
Před koncem školního roku má přijet pár jedinců ze spřátelených škol. Dorazilo sedm draků, čtyři jednorožci a delegace sirén. S jedním z mladých draků se Hanka spřátelila. Zjistila, že Vronova paní je dračice Karmaneuduna, Vron kouzelný džin a její dračí kamarád - Plam, syn Vronovy paní. Také se od Plama dozvěděla, že jsou spolu propojení a že Hanka je brána jako jeho sestra. Draci ale museli odletět dříve než se předpokládalo: jeden z draků v jejich zemi zabil starostu blízké vesnice. Plam odletěl hledat viníka. Blížila se slavnost ukončení školního roku, ale náhle se Plam začal ozývat v Hančině myslil a volat o pomoc. Ten, kdo zabil starostu, byl Plamův bratr Zuřivý dráp. Došlo mu, že hledá vraha a proto ho uvěznil v jeskyni. Hanka požádala o pomoc Vrona. Spolu se Sváťou a Rafanem se přenesli do dračí země. Plama brzy našli, ale jeskyně byla zapečeťena kouzlem, které dokázal zlomit jen příslušník jeho rodiny.  Hance se to podařilo. Dráp se pokusil ji i její přátele za tuhle drzost zabít, ale díky Vronovi se objevila Karmaneuduna a potrestala Plama i Drápa za to, že se starali o co neměli. Ředitelka Santarenské školy uložila Hance, Sváťovi, Rafaelovi i Plamovi měsíční trest v útulku pro postižená a nemocná magická zvířata. Nakonec s trestem byli všicni spokojení a už se těšili na prázdniny.